# Łaskarzew (gemeente)
De gemeente Łaskarzew is een landgemeente in het Poolse woiwodschap Mazovië, in powiat Garwoliński.
De zetel van de gemeente is in Łaskarzew.
Op 30 juni 2004 telde de gemeente 5536 inwoners.

## Oppervlakte gegevens
In 2002 bedroeg de totale oppervlakte van gemeente Łaskarzew 87,53 km², waarvan:
- agrarisch gebied: 61%
- bossen: 32%

De gemeente beslaat 6,82% van de totale oppervlakte van de powiat.

## Demografie
Stand op 30 juni 2004:
| Omschrijving                   | Totaal | Totaal | Vrouwen | Vrouwen | Mannen | Mannen |
| ------------------------------ | ------ | ------ | ------- | ------- | ------ | ------ |
| eenheid                        | aantal | %      | aantal  | %       | aantal | %      |
| inwoners                       | 5536   | 100    | 2758    | 49,8    | 2778   | 50,2   |
| bevolkingsdichtheid (inw./km²) | 63,2   | 63,2   | 31,5    | 31,5    | 31,7   | 31,7   |

In 2002 bedroeg het gemiddelde inkomen per inwoner 1149,79 zł.

## Plaatsen
Aleksandrów, Budel, Budy Krępskie, Celinów, Dąbrowa, Dąbrowa-Kolonia, Grabina, Izdebno, Izdebno-Kolonia, Kacprówek, Krzywda, Ksawerynów, Leokadia, Lewików, Lipniki, Melanów, Nowy Helenów, Stary Helenów, Nowy Pilczyn, Polesie Rowskie, Rowy, Sośninka, Stary Pilczyn, Uścieniec, Wanaty, Wola Łaskarzewska, Wola Rowska, Zygmunty.

## Aangrenzende gemeenten
Garwolin, Górzno, Łaskarzew, Maciejowice, Sobolew, Wilga